# Idioma moldavo
El moldavo (autoglotónimo: limba moldovenească) es uno de los nombres del idioma rumano, término empleado hoy de manera oficial únicamente en Transnistria.
En Moldavia, el moldavo fue declarado idioma oficial del país en la constitución de 1994 pese a que la declaración de independencia de Moldavia de 1991 usaba rumano. En 2003 el Parlamento de Moldavia sancionó una ley definiendo rumano y moldavo como glotónimos del mismo idioma. En 2013, la Corte Constitucional de Moldavia interpretó que el artículo 13 de la constitución es superado por la Declaración de Independencia, dando rango oficial al rumano. En 2023, Moldavia denominó como idioma oficial el rumano en su constitución y textos legislativos.
El idioma hablado en Moldavia ha sido identificado por estos dos términos, rumano y moldavo, a lo largo de su historia; sin embargo, durante los años de pertenencia a la Unión Soviética, en la República Autónoma Socialista Soviética de Moldavia y la República Socialista Soviética de Moldavia, el único permitido de manera oficial era “moldavo”.
Desde una perspectiva lingüística, el término “moldavo” designa la variedad dialectal del idioma rumano hablada en la República de Moldavia (véase Historia del idioma rumano). La variedad del rumano hablada en Moldavia es el dialecto moldavo, que también es hablado en el noreste de Rumania. Los dos países comparten el mismo estándar literario. En efecto, pocas diferencias pueden encontrarse entre el rumano estándar de Moldavia y el rumano estándar de Rumania.
El término “moldavo” es también empleado para referirse, colectivamente, a las variedades del idioma rumano en el noroeste de Rumania, dispersadas aproximadamente por los antiguos territorios del Principado de Moldavia (ahora dividido entre Moldavia y Rumania). La variedad moldava está considerada como una de las cinco variedades del rumano más habladas. Las cinco son escritas de modo idéntico. El río Prut, que marca la frontera política entre Rumania y Moldavia, no supone ninguna frontera lingüística. No hay diferencia entre la manera de hablar de una orilla y la forma de hablar de la orilla opuesta.
Sin embargo, por motivos políticos, durante los largos períodos en los que Moldavia estuvo dominada por Rusia y por la Unión Soviética, las autoridades del momento insistieron en llamar moldavo al rumano de Moldavia, como parte de un proceso de separación de los moldavos del resto de los rumanos, para así construir una nación diferente. Como parte de este proceso, se insistió en escribir el rumano de Moldavia con alfabeto cirílico, y no con caracteres latinos. En 2003, se publicó un diccionario moldavo-rumano (Dicționar Moldovenesc–Românesc), a cargo de Vasile Stati. Los lingüistas de la Academia Rumana de Rumania declararon que todas las palabras moldavas también eran palabras rumanas, aunque algunas palabras fueron cuestionadas por ser préstamos rusos. En Moldavia, el presidente del Instituto de Lingüística de la Academia de Ciencias, Ion Bărbuță, declaró que el diccionario era absurdo y lo describió como “una ridiculez, [publicada] bajo intereses políticos”. Stati, sin embargo, acusó a la Academia Rumana y a Bărbuță de promover el “colonialismo rumano”. Hasta ese punto, un grupo de lingüistas rumanos adoptaron una resolución, manifestaron que la promoción de que existe un idioma moldavo, distinto del rumano, es una campaña anticientífica. Al escribir acerca de “diferencias esenciales”, Vasile Stati, defensor del moldavismo, ha establecido diferencias casi exclusivamente léxicas, en vez de diferencias gramaticales. Si existieron alguna vez diferencias entre los idiomas, éstas han disminuido en vez de aumentar. King escribió en el año 2000 que “en conclusión, el moldavo, en su forma estándar, era más rumano en los ochenta que en cualquier parte de su historia”.

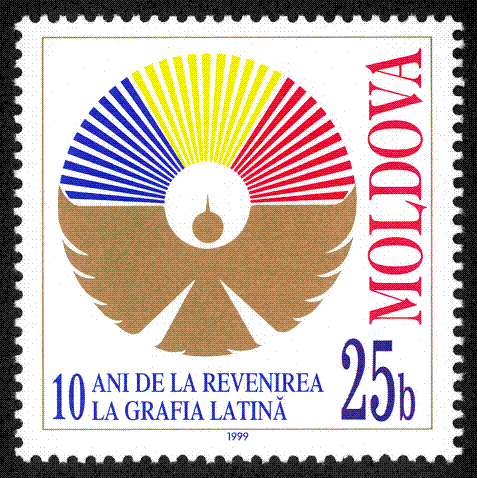
Estampilla moldava de 1999 celebrando los 10 años del regreso a la grafía latina.

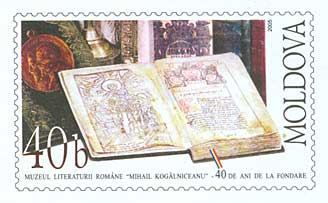
Estampilla dedicada al Museo de Literatura Rumana de Chisináu

## Situación durante el período soviético (1940-1941, 1944-1991)
Antes de 1918, durante el periodo de entreguerras, y después de la unión de Besarabia a Rumania, los investigadores no tuvieron consenso sobre si los moldavos y los rumanos formaban un solo grupo étnico. Los campesinos moldavos habían crecido en una entidad diferente y se perdieron los años de la creación de una conciencia política nacional panrumana. Se identificaban a sí mismos como moldavos que hablan el idioma “moldavo”. Esto causó reacciones por los nacionalistas panrumanos. El concepto de la distinción entre el moldavo y el rumano fue explícitamente declarado solamente a principios del siglo XX. El inicio de la creación de una conciencia nacional entre los moldavos vino acompañado de las políticas soviéticas, que enfatizaban las diferencias entre moldavos y rumanos.

## Situación tras la independencia de Moldavia (1990-actualidad)
En 1989, un año antes de la declaración de independencia de Moldavia, la Ley Lingüística de la República Socialista Soviética, que aún sigue vigente de acuerdo con la Constitución, declaraba la “identidad lingüística moldavo-rumana”; y en paralelo, en ese mismo año de 1989, se reintrodujo el alfabeto latino.
La Declaración de Independencia de Moldavia del 27 de agosto de 1991 identificó el idioma oficial como “rumano”. Por el contrario, la constitución de 1994, aprobada bajo un gobierno dominado por los comunistas, partidarios de estrechar lazos con Rusia, cambió el estatus oficial del idioma y pasó a designarlo de nuevo como “moldavo” en su artículo 13. En 1996, el presidente moldavo de ese momento, Mircea Snegur, trató de cambiar el idioma oficial y volverlo a llamar “rumano”. El parlamento moldavo, dominado por los comunistas, descartó la propuesta por considerar que promovía el “expansionismo rumano”.
Estos vaivenes hicieron que, durante la década de 1990, para evitar controversias, se prefiriera no utilizar los glotónimos 'moldavo' ni 'rumano', optándose por utilizar a nivel oficial una expresión tan ambigua y neutral como 'limba de stat', es decir, “lengua de Estado”. En esta misma línea conciliadora, en 2003, el parlamento de la República de Moldavia adoptó una ley que definía al “moldavo” y al “rumano” como nombres válidos para el mismo idioma.

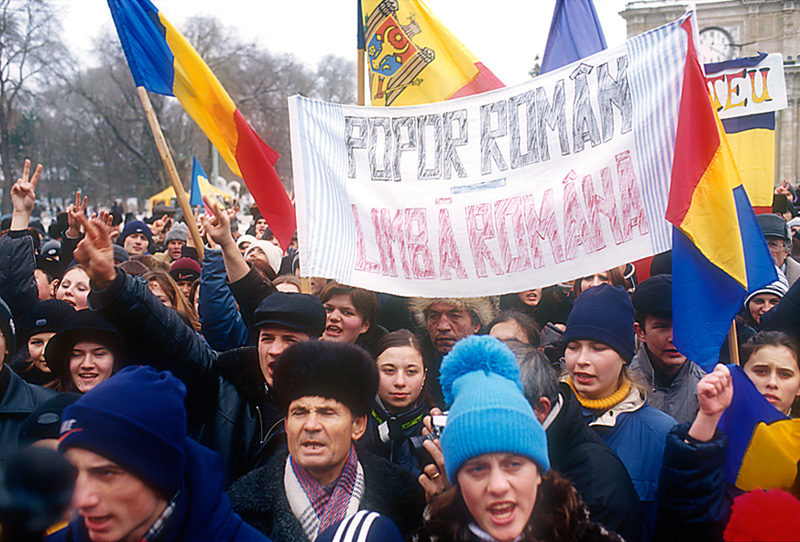
Protestas en Chișinău, enero del 2002. El texto de la pancarta dice "pueblo rumano—idioma rumano"

Sin embargo, a medida que se avanza en el siglo XXI, cada vez está más difundido el empleo del glotónimo 'rumano', en perjuicio del glotónimo 'moldavo', o bien el reconocimiento de que ambos términos sirven para designar al mismo idioma. En 2002, el ministro de Justicia moldavo, Ion Morei, dijo que el rumano y el moldavo eran el mismo idioma, y que la Constitución de Moldavia debería ser enmendada para reflejar eso, no sustituyendo la palabra “moldavo” por “rumano”, sino añadiendo de que “el rumano y el moldavo son el mismo idioma”. El ministro de Educación moldavo, Valentin Beniuc, dijo: “he declarado más de una vez que la noción de un idioma moldavo y un idioma rumano refleja el mismo fenómeno lingüístico en esencia”. El presidente de Moldavia, Vladimir Voronin, admitió que los dos idiomas eran idénticos, pero dijo que los moldavos tienen el derecho de llamar a su idioma “moldavo”.
Cuando en 2007, el presidente prorruso Vladimir Voronin solicitó cambiar el término a “idioma moldavo” la presión pública en contra de esa decisión hizo que el término no fuera cambiado.
En ese mismo año, en 2007, el reportero rumano Jean Marin Marinescu, al informar sobre las deliberaciones del Consejo de la Unión Europea acerca de un acuerdo entre la Comunidad Europea y Moldavia, incluyó una recomendación de evitar referencias formales al “idioma moldavo”. La prensa rumana especuló con que la Unión Europea había prohibido el uso de la expresión “idioma moldavo”. Sin embargo, la Comisionada Europea para Relaciones Externas y Política de Vecindad Europea, Benita Ferrero-Waldner, negó esas alegaciones y dijo que se cita al idioma moldavo en el Acuerdo de Cooperación de 1998 entre la Unión Europea y Moldavia y, así, se considera parte de la legislación comunitaria (acquis communautaire), siendo regla para todos los Estados miembros.
Hasta noviembre del 2008, el idioma moldavo había sido designado con el código “mo” en ISO 639-1 y el código “mol” en ISO 639-3. A partir de esa fecha ambos códigos fueron abandonados, dejando los códigos “ro” y “ron” (639-2/T) y “rum” (639-2/B) como los identificadores del idioma para ser usados como la variante del idioma rumano, también conocido como moldavo.
En diciembre de 2013, la Corte Constitucional de Moldavia dictó que el nombre “rumano”, empleado en la Declaración de Independencia de 1991 para identificar el idioma oficial, prevalece sobre el nombre “moldavo”, mencionado en el artículo 13 de la Constitución de 1994. De este modo, se da estatus oficial al idioma conocido como “rumano”.
El 16 de marzo de 2023, el Parlamento de Moldavia aprobó una ley para denominar el idioma nacional como rumano en todos los textos legislativos y en la constitución. El 22 de marzo del mismo año, la presidenta de Moldavia, Maia Sandu, promulgó la ley.

## Ortografía
Hasta mediados del siglo XIX, la lengua se escribía, generalmente, con el alfabeto cirílico rumano, basado en el alfabeto del antiguo eslavo eclesiástico y diferente del alfabeto cirílico ruso. Este alfabeto cirílico rumano era el que se empleaba, además, en el Principado de Moldavia y entre los restantes hablantes del idioma moldavo/válaco antes de 1857.
Desde mediados del siglo XIX hasta la Primera Guerra Mundial, fueron empleados el antiguo cirílico y el latino, hasta que el antiguo cirílico entró en desuso.
En el periodo de entreguerras, las autoridades soviéticas de la República Socialista Soviética Autónoma de Moldavia emplearon el alfabeto latino y el cirílico para escribir el idioma, debido a las metas políticas de ese tiempo.
Entre 1940 y 1989, durante el dominio soviético del país, el nuevo alfabeto cirílico moldavo reemplazó al alfabeto latino como el alfabeto oficial de Moldavia, como parte de la política de Stalin de rusificar el país.
En 1989, el alfabeto latino fue adoptado de nuevo en Moldavia, junto con las reglas ortográficas usadas en Rumania en ese tiempo.
Cuando la Academia Rumana cambió en 1992 la ortografía oficial del idioma rumano, el Instituto de Lingüística en la Academia de Ciencias de Moldavia no ratificó esos cambios. Sin embargo, en 2001, la Academia Moldava finalmente adoptó los cambios introducidos por la Academia Rumana.

## Percepción del idioma entre la ciudadanía
En el censo del 2004, el 16,5% (558.508) de las 3.383.332 personas que viven en Moldavia, declararon el rumano como su idioma nativo, mientras el 60% dijeron que lo era el moldavo. La mayoría de la población urbana, sobre todo la de la capital, Chişinau, declaró que hablaba “rumano”. Por el contrario, en las zonas rurales, más de seis de cada siete encuestados indicaron que hablaban moldavo (y no rumano) como idioma nativo, reflejando así el conservadurismo histórico del campo.
Un estudio de 2008 reveló que la existencia de una identidad lingüística moldava estaba muy arraigada, en particular entre la población rural y la clase política postsoviética. En una encuesta realizada en cuatro aldeas moldavas cercanas a la frontera con Rumania, cuando se preguntó a la población acerca de su idioma nativo, los entrevistados identificaron lo siguiente: un 53% decía hablar moldavo; un 44%, rumano; un 3%, ruso.
De nuevo en 2013, una encuesta aportó resultados similares: los habitantes de las ciudades, en particular los de la capital, Chisináu, así las personas con mayor nivel de estudios, tendían a nombrar su idioma como “rumano”, mientras que quienes vivían en el campo y tenían menos estudios solían llamar moldavo a su lengua.
Pese a los vaivenes políticos, el término “idioma rumano” es el que se ha empleado mayoritariamente en las escuelas de Moldavia desde la independencia.

## Situación en Transnistria

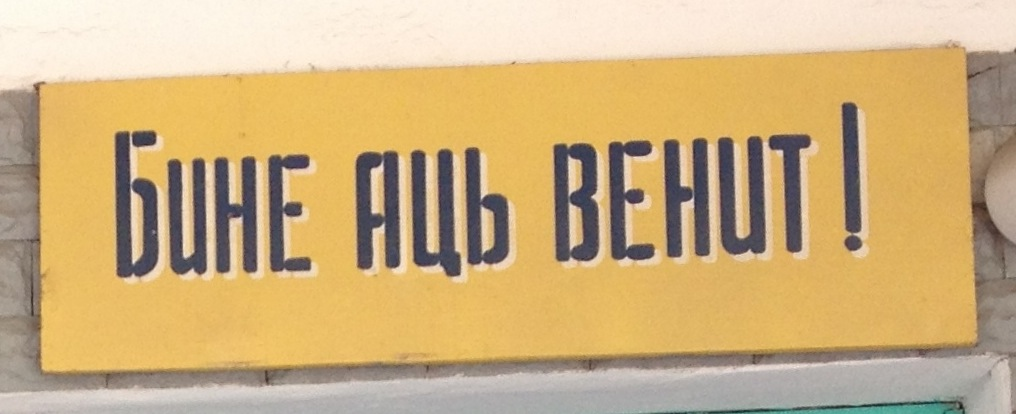
Una señal de "¡Bienvenidos!" escrita en moldavo (es decir, en rumano), pero con alfabeto cirílico, en Tiráspol, capital de Transnistria, en 2012. La frase en alfabeto latino sería: "Bine ați venit!"

La región separatista prorrusa de Transnistria sigue reconociendo al “moldavo” (no al "rumano") como uno de sus idiomas oficiales, juntamente con el ruso y el ucraniano. Igualmente, continúan empleando el alfabeto cirílico y no el latino.